# I älgtiden
"I älgtiden" är en dikt av Erik Axel Karlfeldt ur samlingen Fridolins visor och andra dikter som utkom 1898. Dikten andas stor respekt för viltet och Karlfeldt skrev den antagligen på Kratte Masugnsherrgård, där han arbetade som informator under en tid. 